# Metha Skog
Metha Skog (tidigare Metha Waselius), född 1954 i Vasa, är en finlandssvensk poet. Tillsammans med Ralf Andtbacka grundade hon Ellips förlag 2010.

### Poesi
- 1996 – Har två mötts här och gått (Författarnas andelslag)
- 1998 – Ett slag av tolv (Författarnas andelslag)
- 2001 – En kvart, en kvint, ett sekel (Författarnas andelslag)
- 2003 – Se inte så barfota på oss (Författarnas andelslag)
- 2007 – Till träden för bjudna (Scriptum)
- 2013 – Sov fortare (Ellips förlag)
- 2015 – Från vilken höjd faller mörkret (Ellips förlag)
- 2017 – Gång (Ellips förlag)
- 2021 – Avståndet från näbb till borterst hörbara läte (Ellips förlag)
- 2024 – Ombord på obebodda vatten (Ellips förlag)

## Priser och utmärkelser
- 2025 – Choraeuspriset